# Procladius latifrons
Procladius latifrons är en tvåvingeart som beskrevs av Jean-Jacques Kieffer 1922. Procladius latifrons ingår i släktet Procladius och familjen fjädermyggor.
Artens utbredningsområde är Tyskland. Inga underarter finns listade i Catalogue of Life.